# Sebastopol (1911)
El Sebastópol (Севастополь en ruso) fue un acorazado Dreadnought de la clase Gangut, perteneciente a la Armada Imperial Rusa, y posteriormente a la Armada Soviética. 

## Historial
El Sebastópol fue construido en los Astilleros del Báltico de San Petersburgo, puesto en grada en 1909, botado en octubre de 1911, y completado en noviembre de 1914. El Sebastópol, era el más avanzado técnicamente de su clase. En 1914-1918, participó en combate durante la Primera Guerra Mundial con al Flota del Báltico, en 1918 tomó parte en el Crucero del hielo de la flota del Báltico y en 1919 en la defensa de Petrogrado. También participó en la Rebelión de Kronstadt, junto con el otro acorazado Petropávlovsk. Después de la rebelión, su nombre original, en honor a la ciudad de Sebastopol, Crimea, fue renombrado el 31 de marzo de 1921 a Parízhskaya Kommuna en honor a la Comuna de París. Fue transferido a la Flota del Mar Negro, ya que todos los acorazados tipo dreadnought que operaban en aquella zona, se perdieron durante la revolución y la posterior Guerra Civil Rusa. 
Arribó a Sebastopol el 18 de enero de 1930 convirtiéndose en buque insignia de la flota soviética del mar Negro. Durante la Segunda Guerra Mundial, tomó parte en la Defensa de Sebastopol (1941-1942) y posteriormente, en otras acciones militares con la flota del Mar Negro. En particular, durante la ocupación de Sebastopol en diciembre de 1942, abrió fuego sobre las posiciones alemanas, destruyendo 13 carros de combate, 8 cañones, 4 tractores de artillería y 37 camiones con suministros militares. Fue renombrado de nuevo Sebastópol en 1943 y fue recompensado con la  Orden de la Bandera Roja el 8 de julio de 1945. Finalmente, fue desguazado en 1957.